# Edward The Great
Edward The Great е третата компилация, съдържаща най-доброто на Iron Maiden (включително играта Ed Hunter, която излиза с 20 любими парчета на феновете). Въпреки това доста от по-старите фенове са недоволни от липсата на ексклузивен или рядък материал и от липсата на парчета от първите два албума (Iron Maiden и Killers) с Пол Диано.
През 2005 г. албумът е преиздаден в Европа, Азия и Южна Африка, с леко променено съдържание, съответстващо на това от The Essential Iron Maiden, който е издаден само в Северна Америка. Версията от 2005 г. включва и няколко парчета от Dance of Death и различна лайф версия на Fear of the Dark. Прибавена е и песента Brave New World от едноименния албум. Предисловието в това издание е написано от новия мениджър на групата Род Смалууд, докато първото е написано от Стив Харис. Обложката и на двете издания е една и съща. Албумът се продава в 50 000 копия в Канада и става „златен“.

## Оригинално съдържание (от 2002)
1. Run to the Hills – The Number of the Beast (Харис)
2. "The Number of the Beast" – The Number Of The Beast (Харис)
3. Flight of Icarus – Piece of Mind (Ейдриън Смит, Брус Дикинсън)
4. The Trooper – Piece of Mind (Харис)
5. 2 Minutes to Midnight – Powerslave (Смит, Дикинсън)
6. Wasted Years – Somewhere in Time (Смит)
7. Can I Play With Madness – Seventh Son of a Seventh Son (Смит, Харис, Дикинсън)
8. The Evil That Men Do – Seventh Son Of A Seventh Son (Смит, Харис, Дикинсън)
9. The Clairvoyant* – Seventh Son Of A Seventh Son (Харис)
10. Infinite Dreams* – Seventh Son Of A Seventh Son (Харис)
11. Holy Smoke* – No Prayer for the Dying (Харис, Дикинсън)
12. Bring Your Daughter... to the Slaughter – No Prayer for the Dying (Дикинсън)
13. Man on the Edge – The X Factor (Яник Герс, Бейли)
14. Futureal – Virtual XI (Харис, Бейли)
15. The Wicker Man – Brave New World (Смит, Харис, Дикинсън)
16. Fear of the Dark* (Live at Rock in Rio) – Fear Of The Dark (Харис)

Бележка: * не са включени в изданието от 2005 г.

## Пре-зидадена версия (от 2005)
1. Run to the Hills – The Number Of The Beast (Харис)
2. The Number of the Beast – The Number Of The Beast (Харис)
3. The Trooper – Piece Of Mind (Харис)
4. Flight of Icarus – Piece Of Mind (Смит, Дикинсън)
5. 2 Minutes to Midnight – Powerslave (Смит, Дикинсън)
6. Wasted Years – Somewhere In Time (Смит)
7. Can I Play with Madness – Seventh Son Of A Seventh Son (Смит, Харис, Дикинсън)
8. The Evil That Men Do – Seventh Son Of A Seventh Son (Смит, Харис, Дикинсън)
9. Bring Your Daughter...To the Slaughter – No Prayer For The Dying (Дикинсън)
10. Man on the Edge – The X Factor (Герс, Бейли)
11. Futureal – Virtual XI (Харис, Бейли)
12. The Wicker Man – Brave New World (Смит, Харис, Дикинсън)
13. Brave New World* – Brave New World (Мъри, Харис, Дикинсън)
14. Wildest Dreams* – Dance Of Death (Смит, Харис)
15. Rainmaker* – Dance of Death (Мъри, Харис, Дикинсън)
16. Fear of the Dark* (Live from Death on the Road) – Fear Of The Dark (Харис)

Бележка: * са нови в изданието от 2005 г.